# Mesua lepidota
Mesua lepidota är en tvåhjärtbladig växtart som först beskrevs av Jean Baptiste Louis Pierre, och fick sitt nu gällande namn av T. Anders.. Mesua lepidota ingår i släktet Mesua och familjen Calophyllaceae. Inga underarter finns listade i Catalogue of Life.